# Каролина Луиза Саксен-Веймар-Эйзенахская
Каролина Луиза Саксен-Веймар-Эйзенахская (нем. Karoline Luise von Sachsen-Weimar-Eisenach; 18 июля 1786, Веймар — 20 января 1816, Людвигслюст) — принцесса Саксен-Веймар-Эйзенахская, в замужестве наследная великая герцогиня Мекленбург-Шверинская.

## Биография
Каролина — единственная выжившая дочь герцога Карла Августа Саксен-Веймар-Эйзенахского и его супруги Луизы Августы Гессен-Дармштадтской, дочери ландграфа Людвига IX. Принцесса получила основательное образование, её религиозное образование взял на себя Иоганн Готфрид Гердер. В 1807 году Гёте посвятил Каролине Reise-, Zerstreuungs- und Trostbüchlein с 88 пейзажами собственной работы и написал на её раннюю смерть An dem öden Strand des Lebens.
1 июля 1810 года в Веймаре Каролина вышла замуж за наследного великого герцога Фридриха Людвига Мекленбург-Шверинского, у которого уже было двое детей от первого брака с Еленой Павловной. Гостевой домик своего отца в Людвигслюсте Фридрих Людвиг переименовал в честь второй супруги Отель-де-Веймар.
Каролина переписывалась почти со всеми знаменитыми веймарцами и, прежде всего, с супругой Шиллера Шарлоттой фон Ленгефельд. Каролина умерла в 30 лет, после родов своего третьего ребёнка. На смертном одре она посоветовала своему супругу жениться на её кузине Августе Гессен-Гомбургской.

## Потомки
- Альберт (1812—1834)
- Елена Луиза Елизавета (1814—1858), замужем за герцогом Фердинандом Шартрским (1810—1842)
- Магнус (1815—1816)